# Емил Мпенза
Ека Басунга Локонда „Емил“ Мпенза (на английски: Eka Basunga Lokonda Mpenza) е белгийски футболист от конгоански произход. Играе като нападател в ПФК Нефтчи Баку. Изиграл е и над 50 мача за белгийския национален отбор по футбол.

## Футболна кариера

### Клубни отбори
Мпенза започва кариерата си в КВ Кортрейк, за няколко години се мести в РЕ Мукрон и Стандард Лиеж. В Стандард Лиеж играе заедно с брат си Мбо Мпенза. През 2000 се мести в Шалке 04. Три години по-късно се връща обратно в Стандард Лиеж. През 2004/05 се завръща в Бундеслига, купен от Хамбургер ШФ за 2,5 милиона евро. През януари 2006 изненадващо се мести в катарския Ал Раян.
Подписва с Манчестър Сити след като играе на специално организиран мач на стадиона им и вкарва гол на 14 февруари 2007. Дебютира в мача с ФК Уигън Атлетик като смяна. Вкарва първия си гол за Манчестър Сити в победата с 2:0 над ФК Мидълзбро на 17 март 2007.

### Национален отбор
Играе в националния отбор на Белгия от 1997. Често е контузен и отказва повиквателните. Пропуска Световното първенство по футбол през 2002 заради контузия в слабините. Мпенза играе заедно с брат си на Световното първенство по футбол през 1998 и Евро 2000.